# Iapu
Iapu is een gemeente in de Braziliaanse deelstaat Minas Gerais. De gemeente telt 11.501 inwoners (schatting 2009).

## Aangrenzende gemeenten
De gemeente grenst aan Bugre, Caratinga, Inhapim, Naque, Periquito, São João do Oriente en Sobrália.

## Verkeer en vervoer
De plaats ligt aan de weg BR-458.